# Polystenus obduratus
Polystenus obduratus är en stekelart som beskrevs av Charles Thomas Brues 1933. Polystenus obduratus ingår i släktet Polystenus och familjen bracksteklar. Inga underarter finns listade i Catalogue of Life.